# تييري بوديه
تييري هنري فيليب باوديه {|Thierry Baudet} (من مواليد 28 يناير 1983) سياسي هولندي وفقيه وكاتب ومؤرخ أسس قيادة الحزب السياسي ومنتدى من أجل الديمقراطية.

## سيرته الذاتية
وُلد تييري في هيمستيده في عائلة من أصل فرنسي تعارض التعددية الثقافية. كان تييري من دعاة العودة إلى الدول القومية؛ وأنشأ حزبه الاستفتاء الهولندي بين أوكرانيا والاتحاد الأوروبي اتفاقية شراكة في عام 2016 مع موقع GeenStijl الإلكتروني ورابطة بروكسكوميتي في الاتحاد الأوروبي، والتي صوت فيها تييري بـ«لا». ألقى تييري في عام 2014 كلمة في الحدث الوطني الفلمنكي IJzerwake. كما تحدث في عدة مؤتمرات مثثل فييلامس بيلانج Vlaams Belang. ويؤكد تييري أن معتقداته السياسية المحافظة تأثرت إلى حد كبير بحدثين في عامه الأول كطالب جامعي للتاريخ في أمستردام: هجمات 11 سبتمبر واغتيال بيم فورتوين. وفي نوفمبر / تشرين الثاني 2016، وقعت باوديه رسالة مشتركة بدأها الصحفي الألماني بيلي سيكس يطالب فيها دونالد ترامب بالضغط من أجل إجراء تحقيق جديد بشأن الخطوط الجوية الماليزية الرحلة 17.
يظهر باوديه بانتظام في وسائل الإعلام المطبوعة والمرئية في أوروبا كصحفي لديه عمود دائم في جريدة هيمستيده NRC Handelsblad ، ويتم نشره في صحف مثل لووموند) و برس يوروب. عمل تييري في الآونة الأخيرة كمعلق في قناة Studio PowNed على التلفزيون الهولندي العام، وكمعلم أكاديمي وباحث يركز بوديت على مسائل القانون والتاريخ والفلسفة السياسية من خلال نهج متعدد التخصصات. وافتتح أول خطاب برلماني باللغة اللاتينية.

## المواقف السياسية والآراء
يعتنق باوديه الفكر المحافظ، ويدعو إلى خروج هولندا من الاتحاد الأوروبي وحله في نهاية المطاف. كما يناهض الهجرة غير الماهرة إلى هولندا ويعتبر الثقافة الأوروبية أعلى من الثقافات الأخرى. تحدث تييري في كلمته عن الهجرة المسببة لتخفيف المثلية وفي مقابلة قال إنه يفضل أوروبا البيضاء والثقافية المهيمنة كما هي. يدعم باوديه دونالد ترامب ويدعو كذلك إلى تعاون أوثق مع روسيا. كما يعارض باوديه انضمام أوكرانيا إلى الاتحاد الأوروبي.
يتمسك تييري برأي قوي في الفنون، كما جا في موضوع كتابه أويكوفيبي Oikofobie، ويعتبر الفن غير الغربي والحداثة الغربية ما بعد عام 1900 في الفنون المرئية أدنى من الواقعية الغربية، ويشجع التعليم والبرمجة للموسيقى النغمية ويعارضة الموسيقى اللامقامية ويكره الهندسة المعمارية الحديثة لما بعد 1950.
كثيرا ما يتحدث بوديه عن الوجود المدرك لـ «حزب الكارتل»، حيث تقسم الأحزاب الحاكمة الرئيسية في البلاد السلطة فيما بينها وتتآمر لتحقيق نفس الأهداف، على الرغم من الادعاء بأنها منافسة. يُذكر أن بوديه ملحد.

## بوديه ووسائل الإعلام
منذ أن دخل بوديه في الولايات العامة مع حزبه السياسي، أصبح موضوعًا ساخنًا في وسائل الإعلام الهولندية بمقالات تحليلية جديدة يومية، وفحوصات خلفية، والقيل والقال، والملقابلات، وعلاقته بترامب على وسائل الإعلام الرئيسية. تعتبر شبكته الدولية الواسعة هي أحد الفصول البارزة في النقاش حول ما إذا كان موقفه السياسي متطرفًا أم عنصريًا أم فاشيًا. وكان بوديه على اتصال مع جاريد تايلور، وميلو يانوبولوس، وجان ماري لوبان وفيليب ديوينتر. كما يتحدث أيضًا عن المهاجرين غير الغربيين كسبب «لتقييد المثلية» في أوروبا.

## روابط الخارجية
- Thierry Baudet at the House of Representatives website
- Thierry Baudet (in Dutch) at the Forum for Democracy website
- Een romantisch conservatief met incorrecte neigingen article, 28 maart 2018, by Chris van der Heijden on Baudet's writings in de Groene Amsterdammer